# Jordtræthed
Jordtræthed er et løst begreb, som dækker den kendsgerning, at visse planter ikke vil komme i vækst, hvis man sætter dem i en jord, hvor planter af samme slags har vokset før. Problemet er særligt udtalt hos medlemmer af underfamilien Maloideae inden for Rosen-familien (Rosaceae), men kan også ses hos andre plantegrupper.
Årsagerne til jordtræthed er ikke fuldt kendte, og er muligvis forskellig for forskellige planter. I rosenfamilien - hvor fænomenet er et stort problem for både frugtavlere og rosengartnerier - falder hovedmistanken på et samspil af forskellige skadevoldere, herunder nematoder og svampe. Dette understøttes af at problemet kan afhjælpes ved dampsterilisering af jorden, hvilket tyder på en biologisk årsag. Forsøg indikerer, at dyrkning af forskellige arter af Fløjlsblomst (Tagetes spp.) kan reducere problemer med jordtræthed i roser.

## De mest udsatte plantetyper

### De som rammes hårdt
- Citrus
- Fersken
- Hvidtjørn (og de mange sorter, der er podet på denne)
- Kirsebær (både spisekirsebær og prydkirsebær (podet på fuglekirsebær)
- Mispel
- Pære (herunder også prydtræer af samme slægt)
- Æblearter og -sorter

### De som rammes mindre hårdt
- Fyr
- Gran
- Hindbær
- Jordbær